# Мая Мурич
Мая Мурич (нар. 27 лютого 1974) — колишня хорватська тенісистка.
Найвищу одиночну позицію світового рейтингу — 204 місце досягла 20 лютого 1995, парну — 60 місце — 4 липня 1994 року.
Здобула 1 одиночний та 8 парних титулів туру ITF.
Найвищим досягненням на турнірах Великого шолома було 4 коло в парному розряді.
Завершила кар'єру 2002 року.

## Фінали ITF

### Одиночний розряд (1–3)
| турніри $100,000 |
| турніри $75,000  |
| турніри $50,000  |
| турніри $25,000  |
| турніри $10,000  |

| Результат | Ранг | Дата           | Турнір               | Покриття | Суперниця у фіналі | Рахунок       |
| Поразка   | 1.   | 8 квітня 1991  | Белград, Югославія   | Ґрунт    | Білецька Наталія   | 7–5, 3–6, 3–6 |
| Поразка   | 2.   | 15 червня 1992 | Марибор, Словенія    | Ґрунт    | Павліна Райзлова   | 6–7, 6–7      |
| Перемога  | 3.   | 5 грудня 1994  | Нуріоотпа, Австралія | Тверде   | Керрі-Енн Г'юз     | 7–5, 6–1      |
| Поразка   | 4.   | 20 січня 1997  | Сан-Антоніо, США     | Тверде   | Брі Ріппнер        | 2–6, 4–6      |

### Парний розряд (8-4)
| Результат | Ранг | Дата              | Турнір                  | Покриття | Партнерка             | Суперниці                                       | Рахунок       |
| --------- | ---- | ----------------- | ----------------------- | -------- | --------------------- | ----------------------------------------------- | ------------- |
| Перемога  | 1.   | 12 серпня 1991    | Пезаро, Італія          | Тверде   | Джастін Годдер        | Руксандра Драгомір Іріна Спирля                 | 6–4, 3–6, 6–3 |
| Поразка   | 2.   | 21 жовтня 1991    | Ліс, Швейцарія          | Тверде   | Петра Рихтарич        | Габріелла Боск'єро Мая Палавершич               | 6–3, 1–6, 5–7 |
| Перемога  | 3.   | 16 березня 1992   | Сарагоса, Іспанія       | Ґрунт    | Петра Рихтарич        | Катажина Теодорович-Лісовська Агата Верблінська | 4–6, 6–4, 6–3 |
| Перемога  | 4.   | 21 вересня 1992   | Adriatic, Югославія     | Ґрунт    | Петра Рихтарич        | Івана Гаврлікова Маркета Штускова               | 3–6, 6–1, 6–2 |
| Перемога  | 5.   | 28 вересня 1992   | Малий Лошинь, Югославія | Ґрунт    | Петра Рихтарич        | Дарія Дешкович Карин Лушниць                    | 6–3, 4–6, 6–4 |
| Перемога  | 6.   | 8 лютого 1993     | Фару, Португалія        | Ґрунт    | Лінда Німантсвердрієт | Дарія Дешкович Моніка Кратохвілова              | 6–3, 6–3      |
| Перемога  | 7.   | 29 березня 1993   | Марса, Мальта           | Ґрунт    | Клара Благова         | Віраг Чурго Тяша Єзерник                        | 6–3, 5–7, 6–3 |
| Перемога  | 8.   | 7 червня 1993     | Казерта, Італія         | Ґрунт    | Карин Лушниць         | Паула Кабесас Адріана Серра-Дзанетті            | 2–6, 6–2, 6–3 |
| Поразка   | 9.   | 21 листопада 1994 | Маунт-Гамбір, Австралія | Тверде   | Луїс Флемінг          | Кетрін Берклей Шеннен Маккарті                  | 3–6, 4–6      |
| Поразка   | 10.  | 27 листопада 1995 | Маунт-Гамбір, Австралія | Тверде   | Катрін Танв'є         | Аннабел Еллвуд Кіррілі Шарп                     | 4–6, 1–6      |
| Поразка   | 11.  | 11 грудня 1995    | Нуріоотпа, Австралія    | Тверде   | Луїс Флемінг          | Аннабел Еллвуд Кіррілі Шарп                     | 4–6, 7–5, 4–6 |
| Перемога  | 12.  | 5 липня 1998      | Файгінген, Німеччина    | Ґрунт    | Лоранс Куртуа         | Юлія Абе Любомира Бачева                        | 6–1, 6–4      |

## Докладно про найкращі результати на турнірах Великого шлему

### Парний розряд
|                                             | Відкритий чемпіонат Австралії з тенісу      | Відкритий чемпіонат Австралії з тенісу      |
| Відкритий чемпіонат Австралії з тенісу 1995 | Відкритий чемпіонат Австралії з тенісу 1995 | Відкритий чемпіонат Австралії з тенісу 1995 |
| з Оленою Макаровою                          | з Оленою Макаровою                          | з Оленою Макаровою                          |
| Раунд                                       | Суперниці                                   | Рахунок                                     |
| ------------------------------------------- | ------------------------------------------- | ------------------------------------------- |
| 1р                                          | Марія Ліндстрем / Марія Страндлунд          | 7–5, 5–7, 6–8                               |
|                                             |                                             |                                             |
| Відкритий чемпіонат Австралії з тенісу 1996 |                                             |                                             |
| з Домінік Монамі                            |                                             |                                             |
| Раунд                                       | Суперниці                                   | Рахунок                                     |
| 1р                                          | Ліндсі Девенпорт / Мері Джо Фернандес (3)   | 1–6, 0–6                                    |

|                                           | Відкритий чемпіонат Франції з тенісу      | Відкритий чемпіонат Франції з тенісу      |
| Відкритий чемпіонат Франції з тенісу 1994 | Відкритий чемпіонат Франції з тенісу 1994 | Відкритий чемпіонат Франції з тенісу 1994 |
| з Бетсі Нагелсен                          | з Бетсі Нагелсен                          | з Бетсі Нагелсен                          |
| Раунд                                     | Суперниці                                 | Рахунок                                   |
| ----------------------------------------- | ----------------------------------------- | ----------------------------------------- |
| 1р                                        | Александра Фусаї / Магдалена Фейстель     | 2–6, 4–6                                  |
|                                           |                                           |                                           |
| Відкритий чемпіонат Франції з тенісу 1997 |                                           |                                           |
| з Темі Вітлінгер                          |                                           |                                           |
| Раунд                                     | Суперниці                                 | Рахунок                                   |
| 1р                                        | Еріка Делоун / Радка Зрубакова            | 2–6, 6–4, 3–6                             |
|                                           |                                           |                                           |
| Відкритий чемпіонат Франції з тенісу 1999 |                                           |                                           |
| з Каролін Денін                           |                                           |                                           |
| Раунд                                     | Суперниці                                 | Рахунок                                   |
| 1р                                        | Рейчел Макквіллан / Нана Міяґі            | 4–6, 7–6(7–1), 5–7                        |

|                    | Вімблдонський турнір                      | Вімблдонський турнір |
| Вімблдон 1994      | Вімблдон 1994                             | Вімблдон 1994        |
| з Інгелісе Дрігейс | з Інгелісе Дрігейс                        | з Інгелісе Дрігейс   |
| Раунд              | Суперниці                                 | Рахунок              |
| ------------------ | ----------------------------------------- | -------------------- |
| 1р                 | Габі Горенгель / Елісон Сміт (LL)         | 6–2, 5–7, 7–5        |
| 2р                 | Олена Брюховець / Петра Лангрова          | 6–4, 2–6, 6–4        |
| 3р                 | Лаура Голарса / Кароліна Віс (16)         | 6–3, 6–4             |
| ЧФ                 | Манон Боллеграф / Мартіна Навратілова (4) | 4–6, 2–6             |

|                                                   | Відкритий чемпіонат США з тенісу         | Відкритий чемпіонат США з тенісу      |
| Відкритий чемпіонат США з тенісу 1998             | Відкритий чемпіонат США з тенісу 1998    | Відкритий чемпіонат США з тенісу 1998 |
| з Лоранс Куртуа                                   | з Лоранс Куртуа                          | з Лоранс Куртуа                       |
| Раунд                                             | Суперниці                                | Рахунок                               |
| ------------------------------------------------- | ---------------------------------------- | ------------------------------------- |
| 1р                                                | Аннабел Еллвуд / Труді Мусгрейв          | 6–2, 6–2                              |
| 2р                                                | Джанет Лі / Ван Си-тін                   | 6–4, 6–4                              |
| 3р                                                | Каролін Денін / Емілі Луа                | 5–7, 4–6                              |
|                                                   |                                          |                                       |
| Відкритий чемпіонат США з тенісу 1999 (qualifier) |                                          |                                       |
| зі Светланою Кривенчевою                          |                                          |                                       |
| Раунд                                             | Суперниці                                | Рахунок                               |
| К1р                                               | Магда Міхалаке / Бріанн Стюарт (8)       | 6–0, 6–4                              |
| К2р                                               | Ольга Барабанщикова / Еммануель Гальярді | 1–6, 7–6(10–8), 6–3                   |
| 1р                                                | Єлена Костанич-Тошич / Тетяна Пучек (Q)  | 6–2, 7–6                              |
| 2р                                                | Седа Норландер / Патріція Вартуш         | 0–6, 7–5, 6–4                         |
| 3р                                                | Мері Джо Фернандес / Моніка Селеш (10)   | 5–7, 6–7                              |